# 대한민국 민법 제431조
대한민국 민법 제431조는 보증인의 조건에 대한 민법 채권법 조문이다.

## 조문
제431조(보증인의 조건) ① 채무자가 보증인을 세울 의무가 있는 경우에는 그 보증인은 행위능력 및 변제자력이 있는 자로 하여야 한다.
②보증인이 변제자력이 없게 된 때에는 채권자는 보증인의 변경을 청구할 수 있다.
③채권자가 보증인을 지명한 경우에는 전2항의 규정을 적용하지 아니한다.

第431條(保證人의 條件) ① 債務者가 保證人을 세울 義務가 있는 境遇에는 그 保證人은 行爲能力 및 辨濟資力이 있는 者로 하여야 한다.
②保證人이 辨濟資力이 없게 된 때에는 債權者는 保證人의 變更을 請求할 수 있다.
③債權者가 保證人을 指名한 境遇에는 前2項의 規定을 適用하지 아니한다.

## 참고 문헌
- 오현수, 일본민법, 진원사, 2014. ISBN 9788963463452
- 오세경, 대법전, 법전출판사, 2014 ISBN 9788926210277
- 이준현 , LOGOS 민법 조문판례집, 미래가치, 2015. ISBN 9791155020869